# Fonts baptismaux de Montchauvet (Yvelines)
Les fonts baptismaux de l'église Sainte-Marie-Madeleine à Montchauvet, une commune du département des Yvelines dans la région Île-de-France en France, sont créés au XIIIe siècle. Les fonts baptismaux en calcaire sont classés monuments historiques au titre d'objet le 12 novembre 1908.
De forme ovale, cette cuve baptismale compte douze côtés L'extérieur est décoré d'éléments végétaux (feuille de vigne, raisin, fleur) sur la partie supérieure, et incrusté à la base de profondes cannelures.